# Sumbat I de Iberia
Sumbat I (en georgiano: სუმბატ I ) (muerto 958) fue un  príncipe de la dinastía Bagrationi de Tao-Klarjeti y rey de Iberia de 937 hasta su muerte.
Sumbat era el hijo más joven de Adarnase IV. Era hermano menor de David II a quien sucedió como rey de los Iberos en 937, y de Ashot II a quien sucedió como curopalates en 954. Sumbat es conmemorado en inscripciones en las iglesias de Ishkhani y Doliskana en la actual provincia de Artvin, Turquía.